# Guret de Strathclyde
Guret de Strathclyde roi des bretons de Strathclyde mort en 658.
Ce roi ne figure pas dans la généalogie reprise dans le manuscrit des Harleian genealogies MS 3859. Cependant, les Annales d'Ulster relèvent sa mort sous le nom de : Gureit regis Alocluaithe.
Dans la mesure où Elfin de Strathclyde est désigné dans la généalogie comme le fils de son prédécesseur potentiel Eugein Ier de Strathclyde, on le considère, si Elfin/Elphin a effectivement régné, comme le frère et successeur de ce dernier, et qui serait disparu sans postérité.